# Каукаунибука, Рупени
Рупени Кауканикбука (фидж. Rupeni Caucaunibuca, родился 5 июня 1980 года) — фиджийский регбист, известный по выступлениям на позициях крыльевого (винга) и центрового центра. Выступал в первенстве провинций Новой Зеландии за клуб «Нортленд», в Супер Регби за «Блюз» и в чемпионате Франции за «Ажен» и «Тулузу».

## Биография

### Ранние годы
Родился 5 июня 1980 года в деревне Набуалу в провинции Буа, по которой и получил в бытность регбистом прозвище «Пуля из Буа». В деревне был известен также под прозвищем «Рапс». Отец — Эмоси Расаки, был священником в церкви в провинции Буа на севере Фиджи. Семья Рупени много путешествовала, на жизнь зарабатывала ловлей рыбы. С детства Рупени увлекался регби, не подозревая о том, что возможно заключать контракт. В 2000 году Каукаунибука попал в поле зрения тренера Рупени Равону, тренера регбийной команды полиции Фиджи. Он стал игроком национальной сборной по регби-7, которой в своё время руководил Равону. В её составе он выиграл серебряные медали Игр Содружества 2002 года в Манчестере, а также выступал в Мировой серии. В 2001 года играл за фиджийскую команду «Таилеву», куда его пригласил Рату Китионе Весикула, а затем выступал в команде провинции Нортленд в чемпионате провинций Новой Зеландии.

### Начало профессиональной карьеры
С 2002 года Каукаунибука играл в новозеландском клубе «Блюз» престижнейшего чемпионата Супер Регби: хотя начало его карьеры было ознаменовано небольшой травмой, в дальнейшем он прославился как один из лучших вингеров Супер Регби и всего мирового регби. В это же время его попытались убедить выступать на международном уровне за новозеландских «Олл Блэкс», но Каукаунибука отказался менять спортивное гражданство. 18 августа 2003 года он дебютировал за сборную Фиджи по регби матчем против Аргентины, выступив на чемпионате мира в Австралии и сыграв там два матча. В игре против Франции (поражение 18:61) Рупени, игравший под номером 11, отметился попыткой, которую занёс по центру, перед этим совершив прорыв по левому флангу; также он отметился двумя попытками против Шотландии (поражение 20:22). Многие журналисты называли Каукаунибуку перспективнейшим атакующим игроком в мировом регби. Но уже тогда у игрока стали отмечаться проблемы с дисциплиной: в Новой Зеландии Каукаунибука регулярно опаздывал на клубные игры, хотя снимал дом рядом со стадионом; на самом чемпионате мира 2003 года Рупени заработал двухматчевую дисквалификацию за удар француза Оливье Маня.

### Пик карьеры: победы и скандалы в «Ажене»
С 2004 года Каукаунибука играл во Франции в чемпионате Топ-14 за клуб «Ажен». В конце мая 2005 года Каукаунибука вернулся на Фиджи для подготовки к тест-матчам против новозеландских маори и «Олл Блэкс», а также к матчам квалификации на Кубок мира 2007 года, однако не сыграл ни в одном из этих матчей, запланированных на лето — как выяснилось, у Каукаунибуки были очень серьёзные проблемы с дисциплиной. Он не попал в заявку на матч против Тонга и отказался лететь на Самоа на матч против Самоа, сославшись на то, что у его жены Кары на Фиджи произошло воспаление зубов. Фиджийский регбийный союз не внял объяснениям регбиста и на год его отстранил от матчей за сборную, вычеркнув из заявки сборной на осеннее турне по Европе 2005 года и на Кубок трёх тихоокеанских наций 2006 года. В мае следующего года Каукаунибука извинился за свой поступок, и дисквалификацию досрочно сняли. После возвращения Каукаунибука сыграл за сборную Фиджи в матче против второй сборной Новой Зеландии в Суве и занёс попытку, но его команда проиграла 17:35. В середине года во время серии тест-матчей сборная Фиджи сыграла против Италии и благодаря четырём попыткам обыграла итальянцев 29:18, а одну из этих попыток положил как раз Каукаунибука.
В июле 2006 года «Каукау», как его ещё называли, не прибыл на предсезонную тренировку французского клуба «Ажен». Руководство клуба опровергло слухи о том, что Каукаунибука опять прогулял тренировку, и заявило, что у игрока был диагостирован тропический вирус за время пребывания на Фиджи. В августе 2006 года Рупени выписался из больницы, сбросив за время лечения 12 кг — по его словам, болезнь была настолько серьёзной, что его знакомый, новозеландский регбист Глен Сабрицки, постоянно думал о серьёзной угрозе жизни Каукау. Во Францию он не полетел, поскольку врач запретил ему на время совершать дальние перелёты, и остался с женой — вскоре у него родилась дочь. В связи с отсутствием Рупени в расположении клуба пошли слухи о его досрочном завершении карьеры, но агент игрока опроверг слухи и пообещал, что Каукаунибука прибудет в расположение клуба при первой возможности. Для Каукау было обыденным делом в случае травм или серьёзных болезней возвращаться домой и не предупреждать почти никого. После получения разрешения в октябре 2006 года Каукау прибыл во Францию и дебютировал в матче Кубка Хейнекен 2006/2007 против «Эдинбурга» (победа 19:17), получив приз лучшего игрока матча. Два сезона подряд Каукаунибука исправно становился лучшим бомбардиром по попыткам в Топ-14. В октябре 2006 года он получил приз лучшего игрока года во Франции.
В 2006 году Каукау был приглашён в сборную тихоокеанских регбистов «Пасифик Айлендерс» для турне по Европе, но сыграл всего один матч против Шотландии, занеся попытку в матче и отдав голевой пас на Дэниэла Лео, положившего другую попытку — первую игру против Уэльса Рупени пропустил, а перед третьей против Ирландии потерял свой паспорт. 9 апреля 2007 года грянул ещё один скандал: допинг-тест после матча 24 марта между «Аженом» и «Монтобаном» показал, что в организме Каукаунибуки были найдены следы марихуаны, и последовала немедленная дисквалификация на 3 месяца игрока. Команда и так выступила очень плохо в сезоне 2006/2007, а после дисквалификации Каукаунибука ничем не отметился — за 11 матчей занёс только одну попытку. Слабое выступление стало причиной того, что он не был вызван в сборную Фиджи перед Кубком мира во Франции. Только 23 декабря 2007 года он вернулся в команду в матче против «Тулона», занеся три попытки и принеся победу 33:0. По словам Кирилла Кулёмина, за время игр за «Ажен» Каукаунибука неоднократно нарушал режим, прогуливая тренировки и опаздывая на матчи. Если в первые два года нрав Каукаунибуки ещё удавалось сдерживать и приучивать его к уважению расписания, то после смены тренерского штаба в 2006 году Каукаунибука однажды вышел из-под контроля, устроив себе внеплановые каникулы и не прилетев во Францию на сбор команды, за что ему прекратили перевод зарплаты в течение двух месяцев. После долгих поисков его всё-таки нашли: он прилетел во Францию, но опоздал на стыковочный рейс из Парижа в Ажен и вынужден был ехать на такси, проехав дистанцию в 600 км. Клуб получил от таксиста счёт на сумму от 500 до 600 евро, однако в дальнейшем Каукаунибука компенсировал свой недостаток дисциплины самоотдачей, выходя на поле даже с травмой.

### Уход из «Ажена» и перерыв из-за травмы
В феврале 2008 года после серии травм Рупени расстался с клубом и в июле перешёл в команду фиджийской провинции «Таилеву», за которую играл в Кубке Digicel, проведя 4 игры и набрав 25 очков благодаря 5 попыткам. После этого ему стали снова поступать предложения, в том числе и от английского «Лестер Тайгерс», однако на смотрах клуб решил не брать игрока — фиджиец Сирели Бобо, перешедший в «Расинг Метро 92», назвал всё случившееся «цирком», а Каукау — «позором фиджийского регби». В том же году Каукау пытался со сборной Фиджи выступить на этапе Мировой серии в Дубае, но был исключён из сборной. Тренер сборной Вайсале Сереви сообщил через несколько дней, что Каукаунибука улетел во Францию и заключил снова контракт с «Аженом», решив доиграть до конца сезона 2008/2009. 13 июня 2009 года Каукау объявил об окончательном уходе из сборной Фиджи, сославшись на то, что никогда не приносил команде удачу, хотя через год, в интервью от 18 марта 2010 года заявил, что хотел бы сыграть на чемпионате мира 2011 года. По итогам сезона 2009/2010 в Про Д2 он занёс 13 попыток и помог клубу «Ажен» выйти в Топ-14, отправившись готовиться в расположение сборной Фиджи для тест-матча в Канберре против австралийцев, запланированного на 5 июня 2010 года. Опоздав на сбор клуба, он получил сообщение, что контракт с ним расторгнут, поскольку ни игроки, ни тренерский штаб больше Каукаунибуке не доверяли. Всего в карьере он отметился 65 попытками в составе «Ажена» в 108 играх в Топ-14.
В октябре 2010 года Каукау перешёл в состав «Тулузы» как «медицинский джокер» на случай травмы центрового Янна Давида — трансферу способствовал крыльевой Вилимони Деласау. С учётом того, что игрока не зарегистрировали, выступать в Кубке Хейнекен 2010/2011 он мог только в случае выхода команды в четвертьфинал. 26 ноября 2010 года он сыграл за клуб «Барбарианс Франсез» (или «Французские варвары» — аналог «Барбарианс») против Тонга, а в начале сезона 2011/2012 в дебютной игре сезона против «Байонны» он получил травму паха и колена, которые требовали оперативного вмешательства. Таким образом, пребывание Рупени в «Тулузе» оказалось краткосрочным: в течение 22 месяцев шёл процесс восстановления, что не позволило Каукау вернуться на былой уровень.

### Завершение карьеры
В марте 2013 года Рупени вернулся в «Нортленд» с целью попытаться сыграть снова в Супер Регби, но провёл всего 3 матча — руководство клуба говорило, что всё будет зависеть от формы Рупени и его желания вернуться в большой спорт. В том же 2013 году он был призван в сборную легенд Новой Зеландии — «Классик Олд Блэкс» — для игры 12 июня 2013 года против Фиджи с целью ознаменования 100-летия регби на Фиджи. В ноябре 2014 года Каукау заявил, что хотел бы выступить на Олимпиаде в Рио-де-Жанейро за Фиджи, а в том же месяце ушёл из «Ажена». В 2014 и 2015 годах он играл на Шри-Ланке за команду вооружённых сил Шри-Ланки и за клуб «Канди», а после завершил карьеру и вернулся на родину. В 2017 году выступал в матче между сборными звёзд Австралии и Фиджи.

## Статистика

### Клубы
Ниже приводятся данные выступлений за 2002—2014 годы.
| Соревнование   | Клуб           | Сезон     | Матчей | Попытки | Очки | Жёлтые карточки | Красные карточки |
| -------------- | -------------- | --------- | ------ | ------- | ---- | --------------- | ---------------- |
| Супер Регби    | Окленд Блюз    | 2002      | 1      | 2       | 10   | 0               | 0                |
| Супер Регби    | Окленд Блюз    | 2003      | 9      | 8       | 40   | 0               | 0                |
| Супер Регби    | Окленд Блюз    | 2004      | 4      | 5       | 25   | 0               | 0                |
| Топ-14         | Ажен           | 2004/2005 | 25     | 16      | 80   | 0               | 1                |
| Топ-14         | Ажен           | 2005/2006 | 23     | 17      | 85   | 2               | 1                |
| Топ-14         | Ажен           | 2006/2007 | 11     | 1       | 5    | 1               | 0                |
| Про Д2         | Ажен           | 2007/2008 | 3      | 3       | 15   | 0               | 0                |
| Про Д2         | Ажен           | 2008/2009 | 16     | 12      | 60   | 0               | 0                |
| Про Д2         | Ажен           | 2009/2010 | 23     | 13      | 65   | 1               | 0                |
| Топ-14         | Стад Тулузен   | 2010/2011 | 12     | 5       | 25   | 0               | 0                |
| Топ-14         | Стад Тулузен   | 2011/2012 | 1      | 0       | 0    | 0               | 0                |
| Кубок ITM      | Нортленд       | 2013/2014 | 6      | 2       | 10   | 0               | 0                |
| Про Д2         | Ажен           | 2014/2015 | 3      | 0       | 0    | 0               | 0                |
| За всю карьеру | За всю карьеру | 2002—2014 | 267    | 87      | 435  | 5               | 2                |

### Сборные
Ниже приводятся данные выступлений за 2003—2011 годы.
| Сборная           | Год       | Товарищеские матчи | Товарищеские матчи | Чемпионат мира | Чемпионат мира | Итого | Итого   | Очки |
|                   |           | Матчи              | Попытки            | Матчи          | Попытки        | Матчи | Попытки | Очки |
| ----------------- | --------- | ------------------ | ------------------ | -------------- | -------------- | ----- | ------- | ---- |
| Фиджи             | 2003      | 2                  | 5                  | 2              | 3              | 4     | 8       | 40   |
| Фиджи             | 2004      | 0                  | 0                  | нет            | нет            | 0     | 0       | 0    |
| Фиджи             | 2005      | 0                  | 0                  | нет            | нет            | 0     | 0       | 0    |
| Фиджи             | 2006      | 2                  | 1                  | нет            | нет            | 2     | 1       | 5    |
| Пасифик Айлендерс | 2006      | 1                  | 1                  | нет            | нет            | 1     | 1       | 5    |
| Фиджи             | 2007      | 0                  | 0                  | 0              | 0              | 0     | 0       | 0    |
| Фиджи             | 2008      | 0                  | 0                  | нет            | нет            | 0     | 0       | 0    |
| Фиджи             | 2009      | 0                  | 0                  | нет            | нет            | 0     | 0       | 0    |
| Фиджи             | 2010      | 1                  | 0                  | нет            | нет            | 1     | 0       | 0    |
| Фиджи             | 2011      | 0                  | 0                  | 0              | 0              | 0     | 0       | 0    |
| Все сборные       | 2003—2011 | 6                  | 6                  | 2              | 3              | 8     | 10      | 50   |

## Достижения
- Лучший бомбардир по попыткам Чемпионата Франции (Топ-16 / Топ-14): 2004/2005 (16 попыток), 2005/2006 (17 попыток)
- Лучший игрок Чемпионата Франции: 2005/2006
- Лучший бомбардир по попыткам Про Д2: 2010 (13 попыток)

## Стиль игры
Благодаря своей скорости, массе, мощи и низком центре тяжести Каукаунибука как вингер мог заносить выдающиеся попытки в играх за клуб и сборную. Со временем в последние годы его выступлений в Топ-14 из-за лишнего веса он уже играл не на позиции вингера, а как центрового, и попытки в его исполнении уже стали не такими зрелищными.
Ряд известных регбистов называли Каукаунибуку одним из самых скоростных и выдающихся игроков мира: шотландец Крис Патерсон пророчил большое будущее фиджийцу, утверждая, что Каукау относится к числу тех игроков, которые могут в одиночку решить исход матча, центровой сборной Англии Майк Тиндалл называл его лучшим игроком, против которого когда-либо играл, а российский замок Кирилл Кулёмин, также игравший в «Ажене», считал Каукаунибуку одним из лучших своих одноклубников в мире — в одном из матчей Каукаунибука вырвался из захвата, организованного аж четырьмя регбистами, и занёс попытку.